# Carlo Gambino

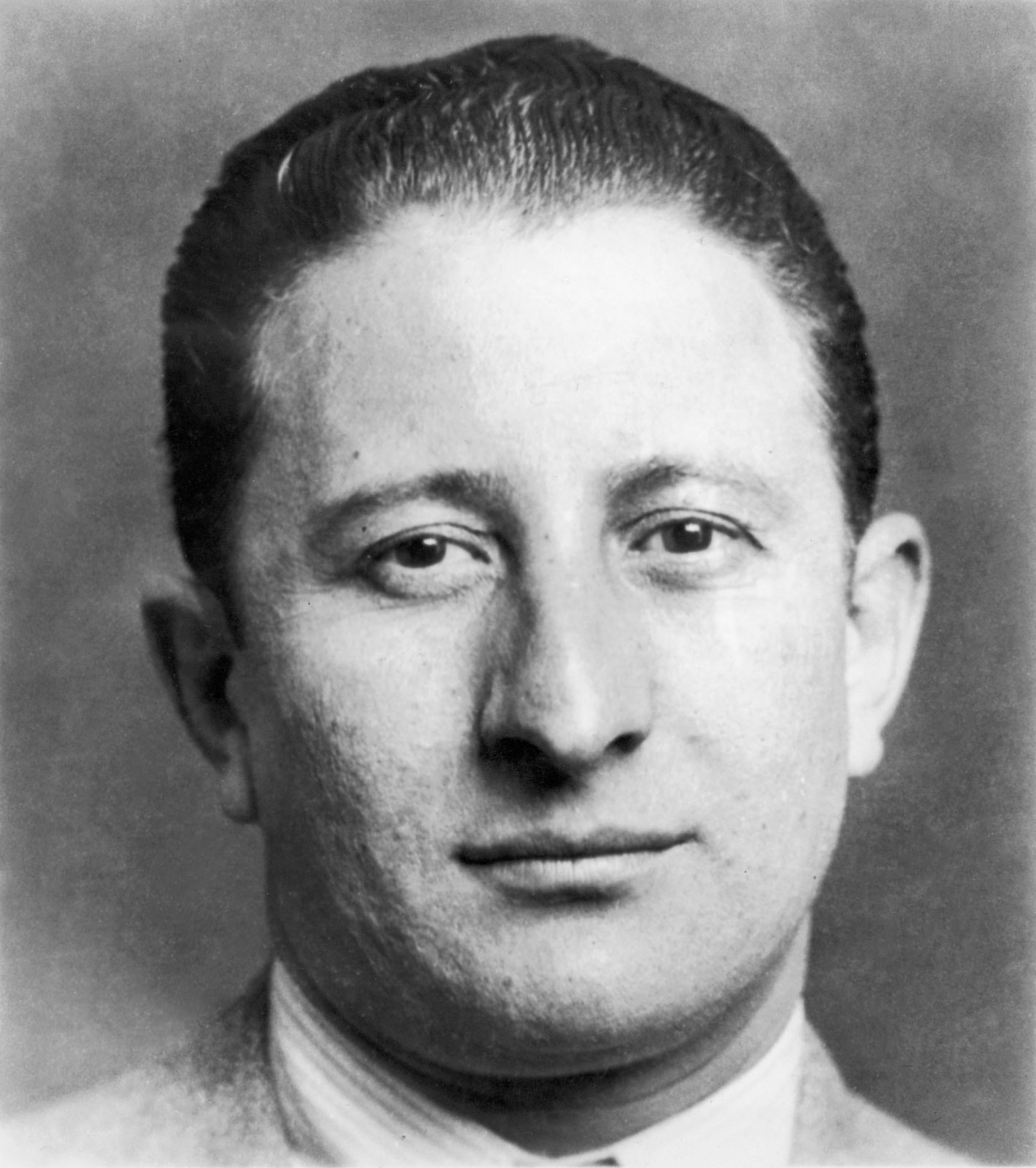
Carlo Gambino in den 1930er Jahren

Carlo Gambino, auch bekannt als Don Carlo (* 24. August 1902 in Caccamo (Sizilien); † 15. Oktober 1976 in Long Island, New York), war ein italienischer, in den USA ansässiger Mobster der amerikanischen Cosa Nostra und Oberhaupt der nach ihm benannten Gambino-Familie aus New York City. Er war einer der mächtigsten Mafiosi in der Geschichte der Cosa Nostra. Während seiner mehr als 50-jährigen Tätigkeit für das organisierte Verbrechen verbüßte Gambino im Jahr 1937 nur 22 Monate Haft für eine Anklage wegen Steuerhinterziehung.

## Biografie

### Frühe Jahre
Carlo Gambino wurde am 24. August 1902 in der Provinz Palermo auf Sizilien in eine Familie hineingeboren, die der sogenannten Ehrenwerten Gesellschaft angehörte – einer italienischen Version der Black Hand aus den USA. Gambino machte sich zunächst bereits in jungen Jahren einen Namen in der Cosa Nostra. Doch da angesichts der Alkoholprohibition gewaltige Gewinne in den USA winkten, traf Gambino im November 1921 als illegaler Einwanderer in Norfolk (Virginia) ein, ging zu seinen Verwandten, den Castellanos, nach New York City und arbeitete zusammen mit seinem Onkel Giuseppe Castellano für den Banden-Chef Salvatore D’Aquila. Ende des Jahres 1921 wurde er im Alter von 19 Jahren als „gemachter Mann“ in der amerikanischen Mafia aufgenommen.

### Gambinos Aufstieg
Zu dieser Zeit arbeitete er mit den sogenannten Young Turks zusammen; eine Nachwuchs-Generation italienischstämmiger Angehöriger der US-amerikanischen Mafia. Die Gruppierung war in Raub, Diebstähle und illegales Glücksspiel involviert. Mit ihrem späteren Partner Arnold Rothstein wandten sie sich während der Prohibitionszeit in den frühen 1920er Jahren dem illegalen Schmuggel von Alkohol zu. Gambino verbündete sich früh mit Lucky Luciano und machte auch während des Zweiten Weltkrieges bedeutende Gewinne, indem er Beamte des Office of Price Administration bestach und deren Rationsmarken auf dem Schwarzmarkt verkaufte.
Vincent Mangano wurde im Jahr 1931 nach einer blutigen Auseinandersetzung der neue Boss der Familie, und dieser ernannte Carlo zu einem seiner Capos, der von nun an seine eigene Truppe befehligen konnte; unter ihnen war sein loyaler Cousin Paul Castellano.
1926 heiratete er seine Cousine ersten Grades, bzw. Paul Castellanos Schwester namens Catherine, mit der er drei Söhne namens Thomas, Joseph und Carlo, sowie eine Tochter namens Phyllis Sinatra bekam.
Gambino wurde 1937 verhaftet und saß 22 Monate im Gefängnis von Lewisburg wegen Steuerhinterziehung im Zusammenhang mit dem Betrieb einer Brennerei in Philadelphia.
Im Jahr 1951 verschwand Vincent Mangano auf mysteriöse Weise und sein Underboss namens Albert Anastasia wurde der neue Kopf der Familie und ernannte Carlo im Jahr 1956 zu seinen neuen Underboss. Gambino war jetzt kurz davor, der mächtigste Mobster im Land zu sein, mit einer Mannschaft, die Gewinne durch Erpressung, illegalen Glücksspielen, Entführungen, Schmuggel und Mord machte. Er kontrollierte mehr Unternehmen und Territorien als andere Familien gemeinsam.
Es dauerte nicht lange, bis mehrere aufstrebende Mobster anfingen, die Politik von Anastasia in Frage zu stellen. Anastasia hatte sich die Feindschaft des Bosses der Genovese-Familie, Vito Genovese, zugezogen und war – nachdem ihm auch der einflussreiche Meyer Lansky seine Unterstützung entzogen hatte – 1957 ermordet worden.

### Don Carlo
Gambino übernahm dessen Führungsrolle und wurde Boss einer der fünf Familien von New York, die unter ihm als „Gambino-Familie“ bezeichnet wurde. Er verschwendete wenig Zeit und erweiterte schnell seine Geschäfte überall in den Vereinigten Staaten. Kein Teil des Landes war außerhalb seiner Reichweite; einschließlich Los Angeles, Las Vegas, Chicago, Miami und Boston. Mit Hilfe seiner Capos, Aniello „Mr. Neil“ Dellacroce und „Big Paul“ Castellano, übernahm Gambino die Kontrolle über Manhattan. Gambino war zudem langjähriger Partner von SGC Associates, einer Firma zur Verbesserung der Beziehungen zwischen Arbeitnehmern und Arbeitgebern. In den 1960er Jahren auf dem Höhepunkt seiner Macht, kontrollierte Gambino über 90 % der New York City-Häfen einschließlich der New Yorker Longshoreman Union. Die Familie hatte zu diesem Zeitpunkt circa 800 Soldaten in knapp 30 Dependancen, verteilt über das ganze Land. Alles in allem machte die Familie mehr als 500 Millionen Dollar pro Jahr Umsatz.
Gambino machte auch seine eigene Familienpolitik: „Deal and Die“. Laut Behauptungen war Gambinos Botschaft an jedes Gambino-Mitglied: Heroin and Cocaine are highly lucrative, but were dangerous, and would attract attention. The punishment for dealing drugs is death.
Während die Mafia den Titel Capo di tutti i capi (it.: Boss aller Bosse) abgeschafft hatte, gewährte Gambinos Position ihm quasi die Befugnis, einen solchen Titel für sich in Anspruch nehmen zu können, da er jetzt das Oberhaupt der größten, reichsten und mächtigsten Verbrechenfamilie im Land und ab dem Jahr 1959 der Vorsitzende der sogenannten Amerikanischen Mafia-Kommission war.
1962 heiratete sein ältester Sohn Thomas Gambino die Tochter des Lucchese-Bosses Thomas „Tommy Brown“ Lucchese. Mehr als 1.000 Menschen, Verwandte, Freunde und Mobster waren bei der Hochzeitszeremonie anwesend. Es wurde gemunkelt, dass Gambino Lucchese 30.000 Dollar als „Willkommensgeschenk in der Familie“ gab. Im Gegenzug beteiligte Lucchese Gambino an Flughafen-Geschäften, die unter Luccheses Kontrolle waren, besonders am John F. Kennedy International Airport, in dem alle Gewerkschaften, das Management und die Sicherheit von Lucchese selbst kontrolliert wurden.
Neben den illegalen Aktivitäten beteiligte sich Carlo Gambino an Pizzerien, Nachtclubs, Textil-, Bau- und Transportunternehmen.
Alles in allem operierte Carlo im Verborgenen, lebte trotz seines Millionen-Dollar-Imperiums bescheiden und erregte keine Aufmerksamkeit. Man sagte über Gambinos Art und Weise, wie er operierte: sehr intelligent, sehr leise, aber mit äußerster Brutalität. Ein besonders berüchtigter Fall ist der von Dominick „Mimi“ Scialo – ein gefürchteter und angesehener Soldat der Colombo-Familie, der unter dem Einfluss von Alkohol sehr arrogant, laut und respektlos wurde. Eines Tages im Oktober 1974 war Scialo in einem beliebten italienischen Restaurant, entdeckte Carlo Gambino und begann, ihn zu belästigen und beleidigte ihn vor anderen. Gambino blieb ruhig, wie er immer war und sagte kein Wort. Scialos von Beton umhüllte Leiche wurde nicht lange danach in einem Graben in South Brooklyn gefunden.

### Letzte Jahre
Im Jahr 1969 wurde Gambino im Zusammenhang mit einem Raub am Kennedy Airport angeklagt, doch seine Anwälte schafften es immer wieder den Prozess aufgrund von gesundheitlichen Problemen zu verschieben. Ebenso wollten ihn die Behörden später nach Italien ausweisen, doch er schaffte es mit zwei einflussreichen Kongressabgeordneten einen Deal auszuhandeln, wodurch er gegen eine monatliche Geldbuße im Land bleiben durfte.
In den 1970er Jahren verschlechterte sich der Gesundheitszustand von Carlo Gambino, doch er regierte seine und die anderen New Yorker Familien noch immer mit eiserner Faust, ohne großes Aufsehen in der Öffentlichkeit zu erregen. Zu dieser Zeit begann ein Transporter mit der Kennzeichnung „Organized Crime Control Bureau“ dauerhaft vor seinem Haus in Brooklyn zu parken. In dem Van überwachte das FBI die Ereignisse im Haus mit Kameras, Lippenlesern und Audioüberwachungsgeräten; darunter auch Mikrofone, die heimlich in Gambinos Wohnung platziert wurden. Das FBI behielt eine 24-Stunden-Bereitschaft im Lieferwagen, in der Hoffnung, Gambino mit organisiertem Verbrechen in Verbindung bringen zu können; jedoch führte Gambino weiterhin seine Geschäftsgespräche im Haus mit einer Kombination von stummen Gesten und kodierter Sprache. Die Aufnahmebänder blieben wertlos.
Zu dieser Zeit baute er aufgrund seines Gesundheitszustands seinen Schwager und Cousin Paul Castellano als Nachfolger auf und ernannte Castellano ab dem Jahr 1974 zum amtierenden Boss. Unter großen Teilen der Gambino-Familie galt es als ausgemacht, dass Underboss Neil Dellacroce Gambinos Nachfolger werden würde. Dennoch ernannte Gambino 1976 auf seinem Sterbebett Castellano zu seinem Nachfolger. Castellano vertrat eher den neuen Typus eines Mafiosos, welche sich vor allem mit Wirtschaftskriminalität beschäftigten. Gambino bestätigte – um die Gemüter zu beruhigen – dass Dellacroce weiter Underboss bleibt und in Manhattan die Straßenaktivitäten der Familie, wie Schutzgelderpressung etc. kontrolliert, aber de facto kam es dann dennoch zu einer Spaltung der Familie, als Castellano Boss wurde.
Gambino starb in den frühen Morgenstunden des 15. Oktobers 1976 eines natürlichen Todes in seinem Haus in Long Island. Seine Begräbnismesse fand am 18. Oktober 1976 in der Church of Our Lady of Grace in Brooklyn statt. Einige Quellen besagen, dass mindestens 2000 Trauergäste an seiner Beerdigung teilnahmen, darunter sogar Polizeibeamte, Richter und Politiker. Er hinterließ drei Söhne und eine Tochter.
Sein ältester Sohn Thomas „Tommy“ Gambino wurde in den frühen 1980er Jahren unter der Herrschaft von Paul Castellano ebenfalls Mitglied in der Gambino-Familie und später auch zum Capo befördert.

## Filme und Filmzitate
- 2015: In „The Making of the Mob: New York“, einer achtteiligen Miniserie über zahlreiche New Yorker Mobster der La Cosa Nostra und Kosher Nostra, ist Carlo Gambino eine wiederkehrende Nebenfigur.
- 2000: Carlo Gambino findet Erwähnung in der Serie Die Sopranos (Staffel 2, Folge 5).
- 1999: In der Mafia-Komödie Reine Nervensache wird Bezug auf Carlo Gambino nach dem Apalachin-Meeting genommen.
- 1998: Im Film The Mob – Der Pate von Manhattan (Witness to the Mob) wird Bezug auf die große Beerdigung von Carlo Gambino genommen.
- 1997: In der Serie Frasier  wird in Folge 22 der vierten Staffel Bezug auf Gambino genommen („God Lord! It's like Christmas morning in the Gambino household!“)
- 1996: In Der Todeskuss der Cosa Nostra (OT: „Iron Rules – Nach eisernen Regeln“ oder „Gotti: The Rise and Fall of a Real Life Mafia Don“) wird Carlo Gambino von Marc Lawrence dargestellt.
- 1972: Die Biografie von Carlo Gambino diente als Vorbild für den von Francis Ford Coppola verfilmten Roman Mario Puzos »Der Pate«.[18]